# Red, Hot and Heavy (EP)
Red, Hot and Heavy è il secondo EP dei Pretty Maids, uscito nel 1985 per l'Etichetta discografica CBS Records.

## Tracce
1. Red Hot and Heavy (Headbangin' Wallbreaker Mix) - 7:00
2. Children of Tomorrow - 4:34
3. Waitin' for the Time - 4:46

## Formazione
- Ronnie Atkins – voce
- Alan Owen – tastiere
- Ken Hammer – chitarra
- Pete Collins – chitarra
- John Darrow – basso
- Phil Moorheed – batteria